# سلولز سنتاز -(تشکیل UDP)
می تواند این واکنش شیمیایی را به راحتی کاتالیز کندUDP-گلوکز B-Dگلوکان B-D-4گلوکوزیل ترانسفراز در فرم تشکیل دهنده UDP و همچنین سنتاز سلولز آنزیم اصلی تولید سلولز است.به طور سیستماتیک،در آنزیم شناسی،به عنوان UDP-glucose شناخته می شود.
UDP-glucose + [(1→4)-β -D- glucosyl] n = UDP + [(1→4)-β -D- glucosyl] n+1
یک آنزیم مشابه از GDP- گلوکز ، سلولز سنتاز (تشکیل دهنده GDP) استفاده می کند .
سال ها پیش ، این گروه از آنزیم ها در باکتری ها و گیاهان یافت می شد.اعضای گیاه معمولا به عنوان CesA(سلولز سنتاز)یا CslAآزمایشی (شبیه سنتاز سلولز)شناخته می شد.در حالی که اعضای باکتریایی ممکن است باعث تولید کلروپلاست شوند. خانواده  BcsA(سلولز سنتاز باکتریایی)یا CelA می توانند(به سادگی سلولز )شناخته شوند.
از گیاهان CesA از اتفاقات درون همزیستی آنها که در بیوسنتز و هیدرولیز نقش دارند جلبک به‌دست می آورند.
گروه اصلی خانواده آنها شامل هفت زیر مجموعه در گیاه CesAگلیکوزیل ترانسفراز وجود دارد.خانواده گلیکوزیل ترانسفراز 2 انتقال افقی ژن را به عهده دارد و این آنزیم تنها در گروهی از حیوانات یافت می شود.

## سلولز
سلولز گروهی از زنجیره های پلیمری بدون انشعاب است که از بقایای گلوکز مرتبط با β-(1→4) ساخته شده که بخش بزرگی از دیواره های سلولی اولیه و ثانویه را تشکیل می دهد. که توسط اکثر باکتری ها و جلبک ها در سراسر جهان کنونی ما سنتز می شود.که میکروفیبریل های سلولزی تولید می شود،  که به عنوان منبع حیاتی سوخت های زیستی تجدید پذیر و سایر محصولات مبتنی بر بیولوژیکی مانند چوب، سوخت، علوفه، کاغذ و پنبه عمل می کند.

### هدف از سلولز
میکروفیبریل های سلولزی بر روی سطح غشای سلولی برای تقویت دیواره های سلولی ساخته می شوند.زیست شناسان سلولی تحقیقات گسترده ای انجام شده است زیرا 1) مورفوژنز سلولی را تنظیم می کنند و 2) در کنار بسیاری از اجزای دیگر (مانند لیگنین ، همی سلولز ، پکتین )عمل می کنند.پکتین در دیواره سلولی به عنوان یک ساختار قوی است که باعث تورم سلول شده و در تمامی جهات سلول پخش می شود از این رو سلول تکیه گاهد و شکل اصلی خود را از دست داده و باعث می شود سلول بدون ساختارهای پشتیبانی خود رشد کند.

## ساختار
چندین ساختار از سلولز سنتاز باکتریایی BcsAB حل شده است. آنزیم باکتریایی از دو زیر واحد مختلف تشکیل شده است، BcsA کاتالیزوری در سمت سیتوپلاسمی و BcsB تنظیمی در سمت پری پلاسمیک. آنها توسط یک سری از مارپیچ های گذرنده که توسط پایگاه داده CATH با نام های 4p02A01 و 4p02B05 نامیده می شوند، جفت می شوند. این آنزیم توسط di-GMPحلقوی در درون بدن تحریک می شود اما در شرایط آزمایشگاهی این چنین نیست و یک بشکه 18 رشته ای بتا مورد نیاز است.و هم چنین برخی از زیرواحدهای پری پلاسمیک غیرضروری اضافی هستند.
BcsA یک طرح از حوزه های سیتوپلاسمی را دنبال می کند که بین دامنه ترمینال ترمینال N و C قرار گرفته است. این یک دامنه معمولی خانواده 2 GT (4p02A02) با ساختار تاشو GT-A دارد. در انتهای C ترمینال یک دامنه PilZ است که در باکتری ها حفظ شده است،  که بخشی از سطح اتصال حلقوی di-GMP همراه با BcsB و دامنه بتا بشکه (4p02A03) را تشکیل می دهد.  علاوه بر آن دامنه Bاز دو ترمینال TM-BcsBتشکیل شده است که هر اتصال کربوهیدرات و ساندویت آلفا کانالی را می سازند که سلولز سنتاز از آن خارج می شود و جهش های باقی مانده باعث کاهش فعالیت آنزیم GMPمی شوند.
BcsA و BcsB با هم کانالی را تشکیل می‌دهند که سلولز سنتز شده از سلول خارج می گردد و جهش‌ها در بقایای پوشش این کانال باعث کاهش فعالیت این آنزیم می شوند.یک حلقه روی کانال بسته می شود زمانی که آنزیم di-GMPبه آن متصل می شود باز می شود.

### گیاهان
در گیاهان، سلولز توسط کمپلکس‌های سلولز سنتاز (CSCs)، که از ایزوفرم‌های پروتئین سنتاز (CesA) تشکیل شده‌اند، سنتز می‌شوند که در یک ساختار شش ضلعی منفرد «روزت ذرات با عرض 50 نانومتر و ارتفاع 30تا35نانومتر» مرتب شده‌اند.بیشتر از 20 مورد از پروتین های غشایی انتگرال تمام طول هر کدام دارای 1000امینو اسید طول دارند.سلولز در تمام دیواره های سلولی ساخته می شود، پروتئین CesA در تمام بافت ها و انواع سلولی گیاهان وجود دارد.انواع مختلفی از CesA وجود دارد، برخی از انواع بافت ممکن است غلظت‌های متفاوتی نسبت به دیگری داشته باشند. برای مثال، پروتئین AtCesA1 (RSW1) در بیوسنتز دیواره‌های سلولی اولیه در کل گیاه نقش دارد در حالی که پروتئین AtCesA7 (IRX3) فقط برای تولید دیواره سلولی ثانویه در ساقه بیان می‌شود.
در مقایسه با آنزیم باکتریایی، تبلور نسخه‌های گیاهی سنتاز بسیار سخت‌تر است و از اوت 2019 هیچ ساختار اتمی آزمایشی دامنه کاتالیزوری سلولز سنتاز گیاهی شناخته نشده است. با این حال، حداقل دو ساختار با اطمینان بالا برای این آنزیم ها پیش بینی شده است.   وسیع‌تر از این دو ساختار (Sethaphong 2013)، که شامل کل دامنه سیتوپلاسمی میانی است که نمای مفیدی از آنزیم ارائه می دهد دو درج مخصوص گیاه به نام PC-R (منطقه حفاظت‌شده از گیاه، مشابه در تمام گیاهان) در انتهای ترمینال N و CS-R (منطقه ویژه کلاس، تعداد زیر کلاس را بعد از CesA تعیین می کند) در انتهای ترمینال C هسته کاتالیزوری معمول GT را نشان می دهد، که احتمالاً عملکرد منحصر به فرد تشکیل روزت گیاهی را ارائه می دهد. به نظر می رسد این ساختار اثرات بسیاری از جهش های شناخته شده را توضیح می دهد.دو گروه با درک بیشتر و منطقی خود از ساختارCesAادامه می دهند که مطالعات گیاهی بهتری و به مدل های کامپیوتری دقیق تری دسترسی پیدا کنند.
تفاوت های دیگر با BcsA باکتریایی شامل تعداد مارپیچ TM  است.دارای 4 مارپیچ در هر انتها است؛ CesA دارای دو مارپیچ در ترمینال N و6و cاست.و وجود یک انگشت در انتهای 1WEO

## فعالیت
بیوسنتز سلولز فعالیتی است که طی آن زنجیره‌های همگن بتا-(1→4)-گلوکان با طولی بین باقیمانده گلوکز سنتز می‌شوند و سپس با یکدیگر پیوند هیدروژنی برقرار می‌کنند تا آرایه‌های کریستالی سفت و سخت یا میکروفیبریل‌ها را بسازند میکروفیبریل ها در دیواره سلولی اولیه تقریباً 36 زنجیره دارند در حالی که آنهایی که در دیواره سلولی ثانویه قرار دارند بسیار بزرگتر هستند و حاوی 1200 زنجیره β-(1→4)-گلوکان هستند.اوریدین دی فسفات-گلوکز (UDP)، که توسط آنزیم ساکارز سنتاز (SuSy) تولید می شودو به غشای پلاسمایی منتقل میشود.

### سازه های پشتیبان
سنتز میکروفیبریل توسط میکروتوبول‌های قشری هدایت می‌شود فرضیه هم ترازی میکروتوبول-میکروفیبریل پیشنهاد می‌کند که میکروتوبول‌های قشر مغز، که در زیر غشای پلاسمایی سلول‌های دراز شده قرار بگیرند، زیرا مسیرهایی را برای CSC‌ها فراهم می‌کنند که مولکول‌های گلوکز را به میکروفیبریل‌های سلولز کریستالی تبدیل می‌کنند. فرضیه مستقیم برخی از انواع ارتباط مستقیم بین کمپلکس‌های CESA و میکروتوبول‌ها را در نظر می گیرد.  تصور می شود که پروتئین KORRIGAN (KOR1) جزء حیاتی سنتز سلولز است زیرا به عنوان یک سلولاز در سطح مشترک غشای پلاسما و دیواره سلول عمل می کند.

### تاثیرات محیطی
فعالیت سنتز سلولز تحت تأثیر بسیاری از محرک‌های محیطی قرار می‌گیرد. فعل و انفعالات با این عوامل ممکن است بر رسوبگذاری سلولز تأثیر بگذارد، زیرا بر میزان سوبسترای تولید شده و غلظت و/یا فعالیت CSCها در غشای پلاسمایی تأثیر می گذارد

## بیشتر خواندن
الگو:Glycosyltransferases